# Kerry Coombs-Goodfellow
Kerry Coombs-Goodfellow (* 26. Februar 1971, geborene Kerry Duffin) ist eine für England startende Badmintonspielerin aus Jersey. Ian Coombs-Goodfellow ist ihr Ehemann.

## Karriere
Kerry Duffin siegte 1999 erstmals bei den Island Games. Weitere Titelgewinne folgten 2001 und 2005. Bei den Jersey Open gewann sie von 1995 bis 2011 zehn Titel. 2002 nahm sie an den Commonwealth Games teil.